# Xeroderus kirbii
Xeroderus kirbii är en insektsart som beskrevs av Gray, G.R. 1835. Xeroderus kirbii ingår i släktet Xeroderus och familjen Phasmatidae. Inga underarter finns listade i Catalogue of Life.